# 康高宝
康高宝（匈牙利語：Kósa Gábor，直译：科萨·加博尔，1971年1月31日—），是一位匈牙利宗教史学家，罗兰大学人文科学学院中国学系副教授。

## 生平与学术研究
康高宝出生于布达佩斯，毕业于罗兰大学人文社会科学学院英美研究系，1995年获得英语文学硕士学位。1995年—1996年间，康高宝参加了中华人民共和国为期一年的全日制学习，于1997年获得中文学位。1999年在法门佛教大学担任助理教授；2000年—2002年在罗兰大学东亚系担任讲师，2003年升为助理教授；2004年—2008年间任法门佛教大学副教授。2006年，康高宝通过《摩尼教相关汉语文本的术语分析》（匈牙利語：A manicheizmussal kapcsolatos kínai nyelvű szövegek terminológiai elemzése）博士答辩论文获得罗兰大学中国学博士学位。2011年又获得宗教学学位，2014年起，任罗兰大学中国学系副教授。
康高宝是东方学期刊的永久撰稿人，2019年起担任匈牙利东方学院学报主编，他还是东方研究科学委员会委员、丝绸之路研究小组成员。他的研究方向主要是中国神话（特别是宇宙神话）、中国巫师（萨满教）习俗和中国摩尼教。霞浦文书被发现后，康高宝致力于参与福建地区的摩尼教研究，于屏南县等地发现了新的文献资料。

## 国外获奖
2008年，他被日本学术振兴会授予博士后奖学金，并在京都大学进行了一年的研究。他分别在2010年—2012年、2015年—2016年获得台湾蒋经国国际学术交流基金会奖助金。2014年—2015年8月获得剑桥大学EURIAS（艺术、社会科学和人文研究中心）研究奖学金，2020年—2021年，任美国普林斯顿高等研究院访问学者。